# Granola

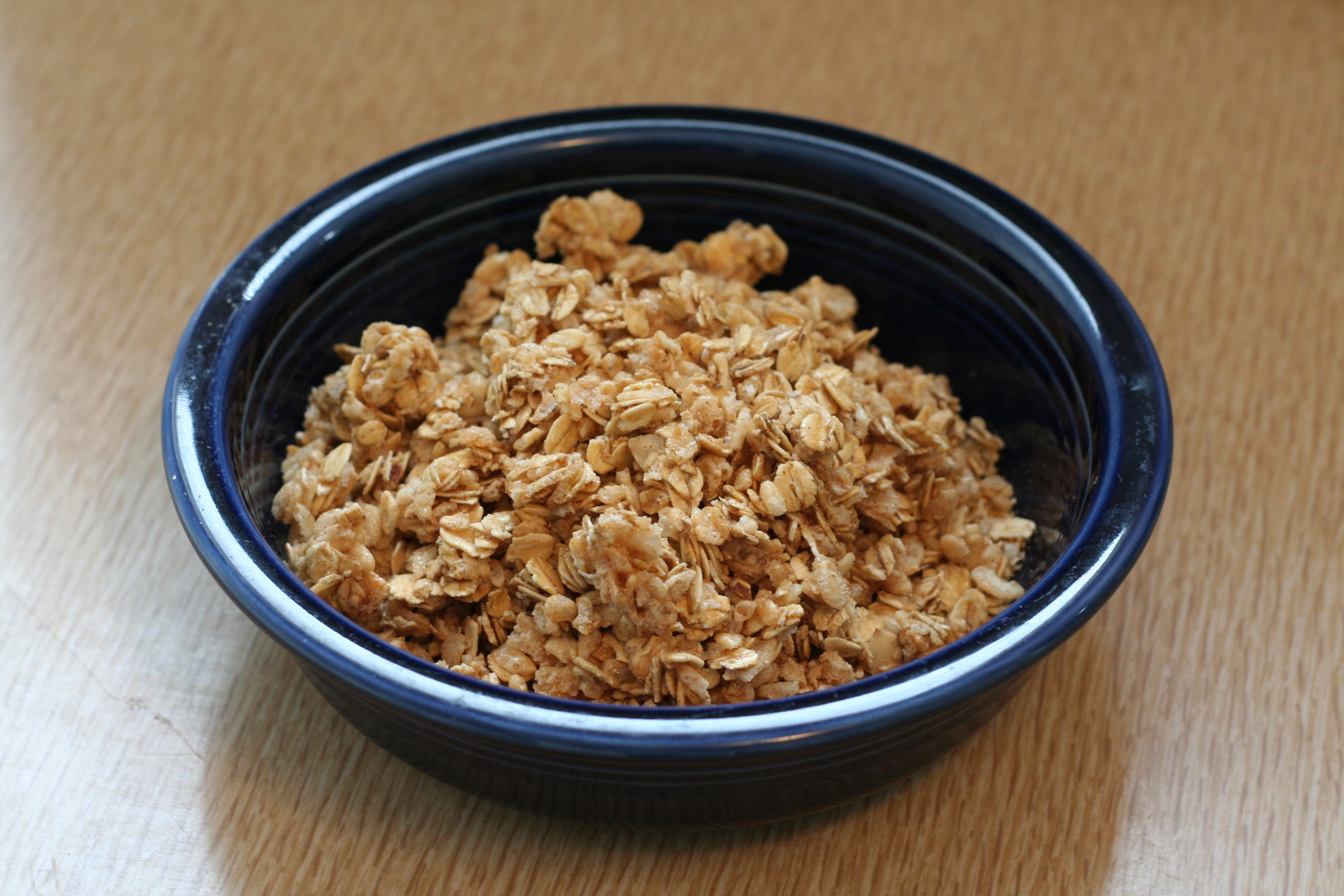
Granola

A granola consiste em uma mistura de frutas secas, grãos (fibra de trigo, aveia e flocos de arroz), sementes (castanha-de-caju, amendoim e castanha-do-pará) e açúcar mascavo. Foi inventada em 1886 por um médico suíço.
É amplamente consumida em refeições matinais, sendo bastante difundida culturalmente nos Estados Unidos e na Escócia.
Devido à quantidade de fibras que apresenta, a granola é excelente para manter o bom funcionamento do intestino.